# جوزيبي دي سانتيس
جوزيبي دي سانتيس (بالإيطالية : [Giuseppe De Santis] 11 فبراير 1917 - 16 مايو 1997) مخرج وسيناريست أفلام إيطالي. أحد أكثر صناع الأفلام الواقعيين الجدد في الأربعينيات والخمسينيات من القرن الماضي كتب وأخرج أفلامًا تتخللها صرخات متحمسة للإصلاح الاجتماعي. وهو شقيق المصور السينمائي الإيطالي باسكوالينو دي سانتيس. أخرج عشرة أفلام في حياته المهنية منها الأرز المر وروما 11:00.

## حياته
ولد دي سانتيس في فوندي، لاتسيو. كان عضوًا في الحزب الشيوعي الإيطالي (PCI) وقاتل مع المقاومة ضد ألمانيا في روما خلال الحرب العالمية الثانية.
في عام 1942، تعاون دي سانتيس على سيناريو فيلم استحواذ أول فيلم للمخرج العظيم لوكينو فيسكونتي والذي يعتبر عادةً أحد أهم أوائل أفلام الواقعية الجديدة.
بينما كان لا يزال يعمل في مجلة لسينما عمل بشكل متزايد ككاتب سيناريو ومساعد مخرج حتى عام 1947 عندما ظهر لأول مرة في الإخراج مع فيلم الصيد المأساوي عام 1947. مثل الفيلمين اللاحقين، كانت دعوة صادقة لتحسين ظروف المعيشة للطبقة العاملة الإيطالية والعمال الزراعيين. كما تم عرض قضايا الفساد والسوق السوداء والتعاون مع الألمان ومعاملة الجنود السابقين في الفيلم.
فيلمه الثالث الرز المر (1949) والذي يعد أشهر وأهم عمل له، قصة امرأة شابة تعمل في حقول الأرز وعليها الاختيار بين خاطبين مختلفين اجتماعيًا، جعل من نجمة سيلفانا مانجانو وكان علامة بارزة في الأسلوب السينمائي الجديد. كما حصل دي سانتيس على ترشيح لجائزة الأوسكار لأفضل سيناريو أصلي.
بحلول أوائل الخمسينيات من القرن الماضي، كانت حركة الواقعية الجديدة لا تحظى بتأييد النقاد والجماهير. بدأ صانعو الأفلام الجدد في استخدام القصص الدرامية التي ركزت على العلاقات وغيّر دي سانتيس أيضًا تركيزه.
في عام 1952 قام بتصوير روما 11:00، النسخة الأولى من الحادث المأساوي الحقيقي الذي أعاد أوغوستو جينينا إنتاجه في عام 1953 باعتباره ثلاث قصص ممنوعة والذي يعد ثاني أهم فيلم له.
في عام 1959 فاز بجائزة جولدن جلوب مع فيلم الطريق سنة كاملة؛ وتم ترشيحه لجائزة الأوسكار لأفضل فيلم أجنبي.
في عام 1979 كان عضوًا في لجنة التحكيم في مهرجان موسكو السينمائي الدولي الحادي عشر.  في عام 1985 كان عضوًا في لجنة التحكيم في مهرجان موسكو السينمائي الدولي الرابع عشر.
توفي دي سانتيس عام 1997 عن عمر يناهز الثمانين عامًا في روما إثر نوبة قلبية، وأُعلن يوم حداد في إيطاليا. تم التبرع بجزء من أرشيفه إلى مكتبة رينولدز بجامعة ويك فورست.
كما أنشأت زوجته غوردانا ميليتيتش وأصدقاؤه مؤسسة سميت باسمه.

## أفلامه
| ر  | إسم الفيلم                                              | سنة صدوره |
| -- | ------------------------------------------------------- | --------- |
| 1  | Tragic Hunt                                             | 1947      |
| 2  | Bitter Rice                                             | 1949      |
| 3  | No Peace Under the Olive Tree                           | 1950      |
| 4  | Rome 11:00                                              | 1952      |
| 5  | A Husband for Anna                                      | 1953      |
| 6  | Days of Love (بطولة الممثل العظيم : مارسيلو ماستروياني) | 1954      |
| 7  | Men and wolves                                          | 1957      |
| 8  | The Road a Year Long                                    | 1958      |
| 9  | Attack and Retreat                                      | 1964      |
| 10 | One Appreciated Professional of Sure Future             | 1972      |

## وصلات خارجية
- جوزيبي دي سانتيس على موقع IMDb (الإنجليزية)
- جوزيبي دي سانتيس على موقع ألو سيني (الفرنسية)
- جوزيبي دي سانتيس على موقع أول موفي (الإنجليزية)
- جوزيبي دي سانتيس على موقع قاعدة بيانات الأفلام السويدية (السويدية)
- جوزيبي دي سانتيس على موقع قاعدة بيانات الفيلم (الإنجليزية)
- جوزيبي دي سانتيس على موقع كينوبويسك (الروسية)